# Pamela (nome)
Pamela  è un nome proprio di persona italiano femminile.

## Varianti in altre lingue
- Francese: Pamèle
- Inglese: Pamela[3], Pamella[3], Pamila[3], Pamelia[3]
  - Ipocoristici: Pam[3]
- Ungherese: Paméla

## Origine e diffusione

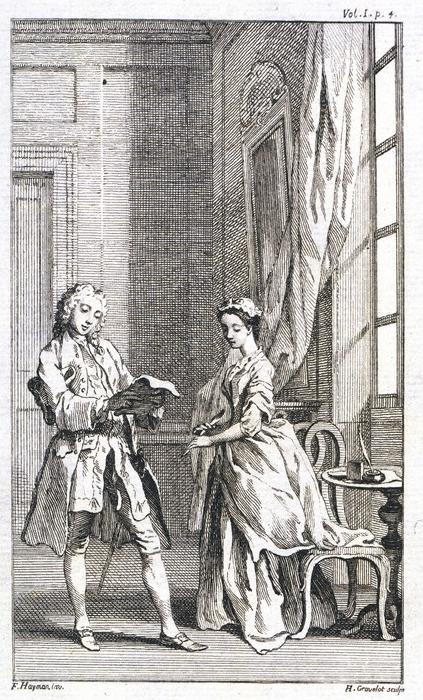
Pamela Andrews e Mr. B in un'illustrazione di Francis Hayman per Pamela, o la virtù premiata

È un nome recente, creato alla fine del Cinquecento dallo scrittore Philip Sidney per un personaggio femminile del suo poema pastorale Arcadia; Sidney lo coniò apparentemente basandosi sui termini greci παν (pan, "tutto") e μέλι (meli, "miele", quindi "tutta dolcezza") oppure μέλος (melos, "canto").
Venne poi ripreso da Samuel Richardson che lo adottò per la protagonista del suo romanzo Pamela, o la virtù premiata del 1740; dopo questo cominciò ad essere usato come nome in inglese, ma non divenne comune fino al XX secolo.
In italiano, dove è attestato sia con la pronuncia Pamèla che Pàmela, è stato introdotto principalmente da due commedie di Carlo Goldoni, Pamela nubile e Pamela maritata, rispettivamente del 1750 e del 1760, anche se pure la più recente serie televisiva Dallas ha contribuito alla sua diffusione (che è comunque scarsa).

## Onomastico
Il nome è adespota, non essendovi sante così chiamate. L'onomastico può essere festeggiato il 1º novembre, la festa di Tutti i Santi.

## Persone

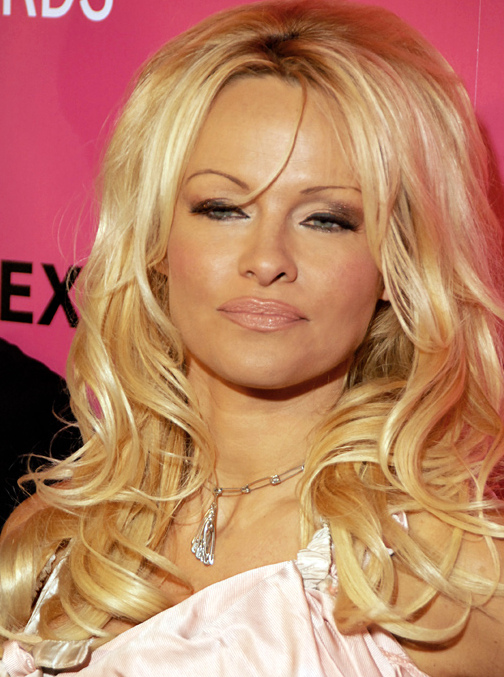
Pamela Anderson

- Pamela Anderson, modella, attrice, showgirl, produttrice cinematografica, attivista e scrittrice canadese
- Pamela Behr, sciatrice alpina tedesca occidentale
- Pamela Courson, stilista statunitense
- Pamela Des Barres, scrittrice statunitense
- Pamela Jelimo, atleta keniota
- Pamela Lyndon Travers, scrittrice australiana
- Pamela Melroy, astronauta statunitense
- Pamela Prati, attrice, showgirl e personaggio televisivo italiano
- Pamela Reed, attrice statunitense
- Pamela Tiffin, modella e attrice statunitense
- Pamela Villoresi, attrice italiana

### Variante Pam
- Pam Ayres, poetessa britannica

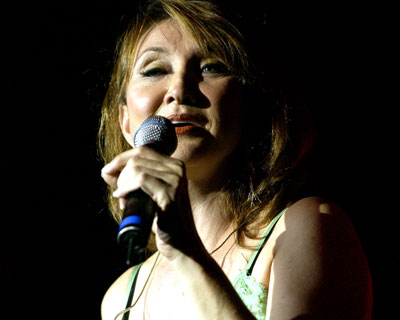
Pam Tillis

- Pam Conrad, scrittrice statunitense
- Pam Dawber, attrice statunitense
- Pam Ferris, attrice gallese
- Pam Fletcher, sciatrice alpina statunitense
- Pam Grier, attrice statunitense
- Pam Iorio, politica statunitense
- Pam Kilborn, atleta australiana
- Pam Marshall, atleta statunitense
- Pam Shriver, tennista statunitense
- Pam Teeguarden, tennista statunitense
- Pam Tillis, cantante e attrice teatrale statunitense

## Il nome nelle arti
- Pamela è il nome di uno dei personaggi del romanzo Il visconte dimezzato di Italo Calvino.
- Pamela è il nome di un personaggio della serie televisiva Visitors.
- Pamela Barnes Ewing è un personaggio della serie televisiva Dallas.
- Pamela Douglas è un personaggio della soap opera Beautiful.
- Pam Fujiwara è un personaggio della serie manga e anime Mew Mew - Amiche vincenti
- Pam Ravenscroft è un personaggio del Ciclo di Sookie Stackhouse, scritto da Charlaine Harris.
- Pamela Voorhees è un personaggio della saga Venerdì 13 e del film Freddy vs. Jason.
- Pamela, o la virtù premiata (Pamela, or, virtue rewarded) e Pamela II (1741) sono i titoli di due libri di Samuel Richardson che ebbero notevole successo di pubblico.
- Pamela nubile (1750) e Pamela maritata (1760) sono commedie di Carlo Goldoni.
- Pamela è una farsa per musica di Giuseppe Farinelli su libretto di Gaetano Rossi.
- Pamela nubile è una farsa in un atto del compositore Pietro Generali su libretto di Gaetano Rossi, rappresentata per la prima volta nel 1804.
- Tra le canzoni dedicate a Pamela troviamo Filosofo overground di Giorgio Gaber e Pamela dei Toto. Nella variante inglese Pam, si annovera Polythene Pam dei Beatles.